# Jure Dolenec
Jure Dolenec, né le 6 décembre 1988 à Ljubljana (République socialiste de Slovénie, Yougoslavie), est un handballeur slovène, jouant au poste d'arrière droit. A l'intersaison 2017, il quitte le Montpellier Handball pour le FC Barcelone.

## Biographie

### En clubs
Le parcours en club de Jure Dolenec est très lié à celui de Matej Gaber. Tous deux formés au RD Škofja Loka, ils rejoignent en 2011 un autre club slovène, le Gorenje Velenje, avec lequel ils remportent deux titres de Champion de Slovénie.
En 2013, ils prennent tous deux la direction du Montpellier Handball. En quatre saisons, il dispute 100 matchs et marque 399 buts en Champion de France et remporte la Coupe de la Ligue à deux reprises en 2014 et 2016 et la Coupe de France en 2016. En 2014, il atteint également la finale de la Coupe de l'EHF.
En 2017, alors que Gaber a rejoint le SC Pick Szeged en 2016, Dolenec signe au FC Barcelone.
En 2021, après avoir remporté la Ligue des champions, Jure Dolenec fait son retour en France en rejoignant le Limoges Handball.
Il y reste trois saisons avant de rejoindre en 2024 le club croate du Nexe Našice

### Sélection nationale

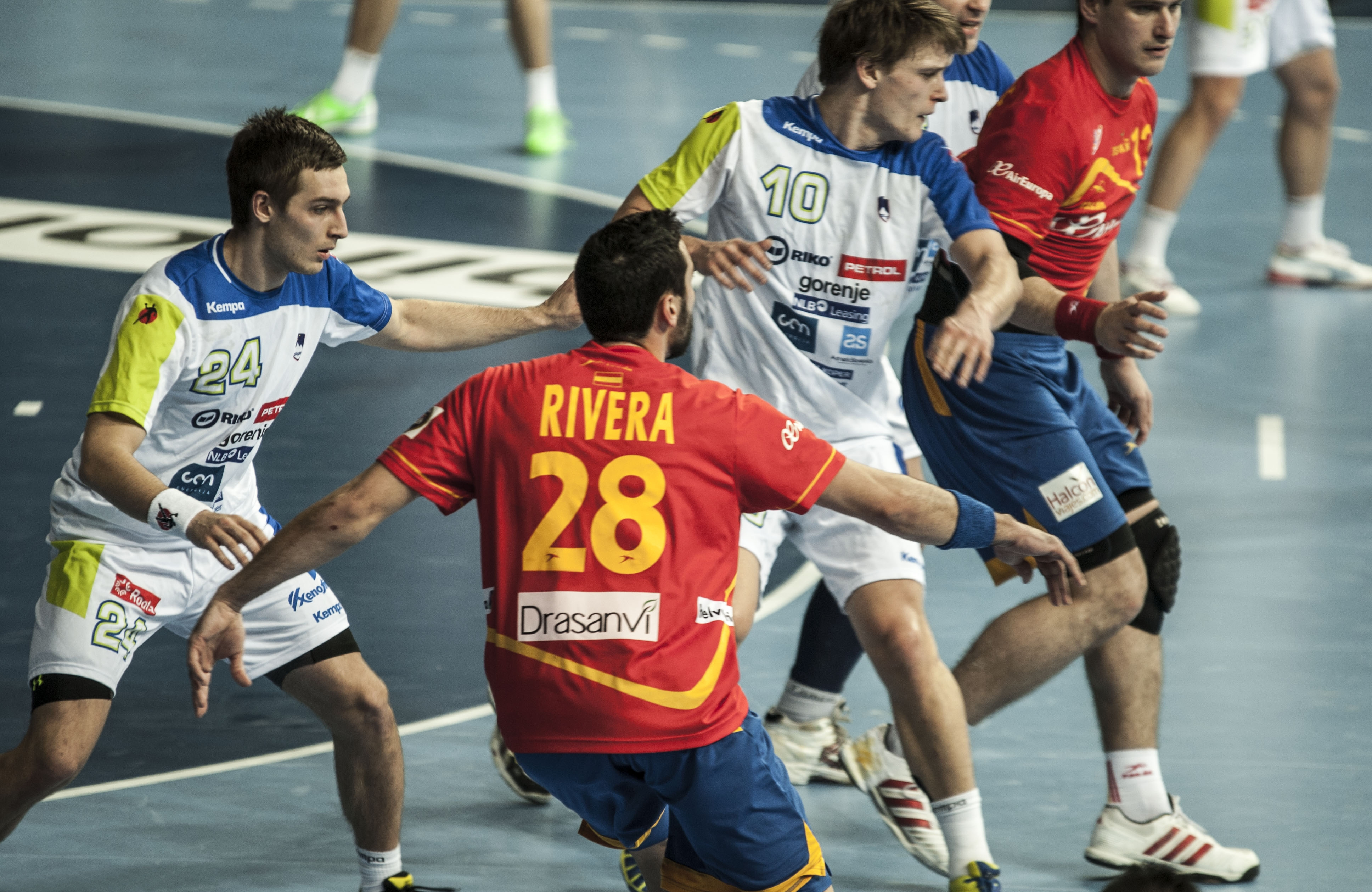
Dolenec (n°10) sous le maillot slovène lors du Mondial 2013.

Depuis 2011, il a été sélectionné 122 fois en Équipe de Slovénie depuis 2011 et a marqué 432 buts. Au championnat d'Europe 2012, il termine sixième et a marqué 30 buts en 7 matchs. Au championnat du monde 2013, il termine quatrième et meilleur buteur slovène avec 39 réalisations.
En 2016, il participe pour la première fois aux Jeux olympiques, terminés à la 6e place. Quelques mois plus tard, il remporte la médaille de bronze au championnat du monde 2017.
Lors des Jeux olympiques de 2024, terminés à la 4e place, il bat le record de buts marqués en équipe nationale slovène, jusqu'alors détenu par Luka Žvižej et ses 712 buts.

## Palmarès

### En clubs
Compétitions internationales
- Vainqueur de la Ligue des champions (1) : 2021
- Vainqueur de la Coupe du monde des clubs (1) : 2017, 2018, 2019
- Finaliste de la Coupe de l'EHF (C3) en 2014

Compétitions nationales
- Champion de Slovénie (2) : 2012 et 2013
- Vainqueur de la Coupe de la Ligue française (2) : 2014, 2016
- Vainqueur de la Coupe de France (1) : 2016
- Vainqueur du Championnat d'Espagne (4) : 2018, 2019, 2020, 2021
- Vainqueur de la Coupe du Roi (4) : 2018, 2019, 2020, 2021
- Vainqueur de la Coupe ASOBAL (4) : 2018, 2019, 2020, 2021
- Vainqueur de la Supercoupe d'Espagne (4) : 2018, 2019, 2020, 2021

### En équipe nationale
Championnats du monde
- 4e place au Championnat du monde 2013
- 8e place au Championnat du monde 2015
- Médaille de bronze au championnat du monde 2017
- 9e place au Championnat du monde 2021
- 10e place au Championnat du monde 2023

Jeux olympiques
- 6e place aux Jeux olympiques de 2016
- 4e place aux Jeux olympiques de 2024

Championnats d'Europe
- 6e place au Championnat d'Europe 2012
- 14e place au Championnat d'Europe 2016
- 4e place au Championnat d'Europe 2020
- 16e place au Championnat d'Europe 2022
- 6e place au Championnat d'Europe 2024